# جاکومو کالگاری
جاکومو کالگاری (انگلیسی: Giacomo Callegari؛ زادهٔ ۲۱ مهٔ ۱۹۷۱) بازیکن فوتبال اهل ایتالیا است.
از باشگاه‌هایی که در آن بازی کرده‌است می‌توان به ماترا کالچو، باشگاه فوتبال فیورنتینا، و باشگاه فوتبال روبور سیه‌نا اشاره کرد.